# Plejone (mitologia)
Plejone (także Plejona; gr. Πληιόνη Plēiónē, łac. Pleione) – w mitologii greckiej jedna z okeanid.
Uchodziła za córkę tytana Okeanosa i tytanidy Tetydy. Była matką Plejad oraz Hiad i Hyasa. Wraz z córkami została przemieniona w gwiazdy.
Mityczna Plejone jest identyfikowana z gwiazdą Plejone w Plejadach, w gwiazdozbiorze Byka. Na niebie sąsiaduje z Hiadami (gromadą otwartą gwiazd w gwiazdozbiorze Byka) i konstelacją Oriona, które są z nią mitologicznie powiązane.